# Ipsissima verba
Ipsissima verba, en latín "las mismísimas palabras," es un término legal que se refiere a la autoridad material, generalmente establecida, a la que un escritor u orador se está o que está citando.  Por ejemplo, "la posición del abogado sobre la segregación se apoya en la ipsissima verba del dictamen del Tribunal Supremo en el Caso Brown contra Consejo de Educación."

## Cristianismo
Ipsissima verba también se refiere a las palabras en arameo que aparecen en los evangelios que podrían ser las palabras reales que Jesús pronunció físicamente. Mientras que los manuscritos traducidos en el Nuevo Testamento canónico fueron originalmente escritos en griego de koiné, unas pocas palabras arameas han sobrevivido en algunos textos. Se especula ampliamente que la lengua nativa de Jesús era el arameo y que estos dichos particulares podrían preservar las mismas palabras que Jesús pronunció físicamente, como las  "Siete Palabras".

## Otros usos
Ipsissima verba es también el nombre de un álbum de la banda alemana Samsas Traum.